# 美少女戦士セーラームーンS ゲームミュージック
『美少女戦士セーラームーンS ゲームミュージック』（びしょうじょせんしセーラームーンスーパー ゲームミュージック）は、スーパーファミコン版ゲーム『美少女戦士セーラームーンS』のサウンドトラック。1994年12月21日に日本コロムビアから発売された。

## 概要
スーパーファミコン版の対戦型格闘ゲーム『美少女戦士セーラームーンS』シリーズの各ステージゲームミュージックなど全17曲に収録されている。
CDジャケットには、伊藤郁子が描きおろしている。 音楽は、有澤孝紀が担当している。

## 曲目リスト
1. オープニングデモ [2:24]
2. プレイヤーセレクト [2:39]
3. アイキャッチ [0:25]
4. デモビジュアルA [2:24]
5. ACS [3:13]
6. デモビジュアルC [2:26]
7. デモビジュアルB [2:19]
8. ムーンのテーマ [2:17]
9. マーキュリーのテーマ [2:14]
10. マーズのテーマ [2:42]
11. ジュピターのテーマ [2:18]
12. ヴィーナスのテーマ [2:23]
13. ウラヌスのテーマ [2:23]
14. ネプチューンのテーマ [2:43]
15. プルートのテーマ [2:46]
16. ちびムーンのテーマ [2:30]
17. エンディングテーマ [3:18]